# TL Forsberg
TL Forsberg, de son vrai nom Tanya Lynn Forsberg, est une chanteuse et actrice sourde canadienne, née le 8 septembre en Nouvelle-Écosse.

## Biographie
Tanya Lynn Forsberg est née le 8 septembre, elle est entendante jusqu'à l'âge de huit ans, elle perd beaucoup d'audition et elle devient malentendante. Elle a appris tard la Langue des signes américaine et elle a le sentiment d'être rejetée par les deux mondes : celui des sourds et celui des entendants. Elle a un diplôme en formation théâtrale. En 1999, elle devient chanteuse et auteur-compositeur. En 2010, un documentaire filme les scènes de musique et des extraits de vie privée de TL Forsberg sous le titre See What I'm Saying: The Deaf Entertainers Documentary avec trois autres sourds: CJ Jones, Bob Hiltermann et Robert DeMayo.
Forsberg est la plus connue à ce jour pour son interprétation d'Olivia, la petite amie malentendante de Cameron, sur la série télévisée américaine: Switched.

## Vie privée
TL Forsberg réside à Los Angeles.

## Discographie
- 2012 : The Kriya Project
- 2012 : Of This I'm Sure - Single
- 2012 : Forgiven - Single
- 2012 : "Deaf"Initely - Single

## Filmographie

### Film
- 2009 : Simone
- 2010 : See What I'm Saying: The Deaf Entertainers Documentary (traduction: Vois ce que je dis: Le documentaire sur les Artistes sourds) : TL Forsberg

### Séries télévisées
- 2011 : Switched (Switched at Birth) : Oliva